# Justyna Iskrzycka
Justyna Iskrzycka (Bielsko-Biała, 7 de noviembre de 1997) es una deportista polaca que compite en piragüismo en la modalidad de aguas tranquilas.
Participó en los Juegos Olímpicos de Tokio 2020, obteniendo una medalla de bronce en la prueba de K4 500 m.
Ganó cuatro medallas en el Campeonato Mundial de Piragüismo entre los años 2017 y 2023, y seis medallas en el Campeonato Europeo de Piragüismo entre los años 2018 y 2024.

## Palmarés internacional
| Juegos Olímpicos   | Juegos Olímpicos            | Juegos Olímpicos  | Juegos Olímpicos |
| Año                | Lugar                       | Medalla           | Competición      |
| ------------------ | --------------------------- | ----------------- | ---------------- |
| 2020               | Tokio (Japón)               | Medalla de bronce | K4 500 m         |
| Campeonato Mundial |                             |                   |                  |
| Año                | Lugar                       | Medalla           | Competición      |
| 2017               | Račice (República Checa)    | Medalla de bronce | K2 1000 m        |
| 2018               | Montemor-o-Velho (Portugal) | Medalla de plata  | K2 1000 m        |
| 2019               | Szeged (Hungría)            | Medalla de plata  | K1 1000 m        |
| 2023               | Duisburgo (Alemania)        | Medalla de plata  | K1 1000 m        |
| Campeonato Europeo |                             |                   |                  |
| Año                | Lugar                       | Medalla           | Competición      |
| 2018               | Belgrado (Serbia)           | Medalla de oro    | K2 1000 m        |
| 2022               | Múnich (Alemania)           | Medalla de plata  | K1 1000 m        |
| 2022               | Múnich (Alemania)           | Medalla de plata  | K2 1000 m        |
| 2024               | Szeged (Hungría)            | Medalla de oro    | K1 1000 m        |
| 2024               | Szeged (Hungría)            | Medalla de plata  | K2 500 m         |
| 2024               | Szeged (Hungría)            | Medalla de plata  | K4 500 m         |